# Міттаґгорн
Міттаґгорн — це гора висотою 3 892 м.н.м. в Бернських Альпах, розташована на межі кантонів  Берн, Вале.

## Опис
Гора розташована посередині Стіни Лаутербруннен. Гора з усіх боків оточена фірнами та льодовиками, над якими ледве виступає. Основними з них є льодовик Анунг з півдня та Великий Алецький Фірн зі сходу.
Міттаґгорн розташований на східному подовженні гряди Петерсграт. Найближчою вершиною через сідловину Ебені Флу-Йох (нім. Äbeni Flue-Joch) (3 699 м.н.м.) є Ебені Флу (3962 м.н.м.); трохи далі через сідловину Ґлетчерйох (3766 m) є материнська вершина Ґлетчергорн (3983 м.н.м), обидві розташовані на північний схід від гори.
На південний захід, через сідловину Міттаґйох (3648 м.н.м), розташована вершина Ґроссгорн (3754 м.н.м). А от на півночі гора досить різко обривається в верхню частину долини Лаутербруннен.
Найближчими поселенням до гори є (по прямій лінії) Блаттен в долині Льоченталь (14 км) та Штехельберг в верхній частині долини Лаутербруннен (6 км).

## Альпінізм
Перше сходження на гору відбулося з долини Льоченталь через перевал Льоченлюке (3164 м.н.м.) та по південно-східній гряді. Його здійснили Чальз Монтадон, А.Рінь'є та Адольф Рубін 19 серпня 1878 року.
Основний маршрут сходження веде від прихистку нім. Hollandiahütte Швейцарського Альпійського Клубу (розташована на перевалі Льоченлюке на висоті 3214 м.н.м) в північному напрямку через Ебені-Флу-Фірн на верхню частину басейну цього льодовика. Потім маршрут повертає на південний захід в напрямку сідловини Ануйох, від якої йде підйом по вузькій південній гряді на вершину. Цей шлях триває бл. 2½ години та має важкість WS.
Найважчим шляхом сходження (важкість AS) є шлях по північному схилу гори від прихистку нім. Schmadrihütte (2262 м.н.м., на захід від гори)Академічного Альпійського клубу «Базель» — альпіністський підйом по льоду та скелям з нахилом до 80°, який триває від 9 до 12 годин. Вперше цей підйом було здійснено 2 липня 1977 П'єтро Ціфіропуло та Гансом Штелі.